# Kalmar varv

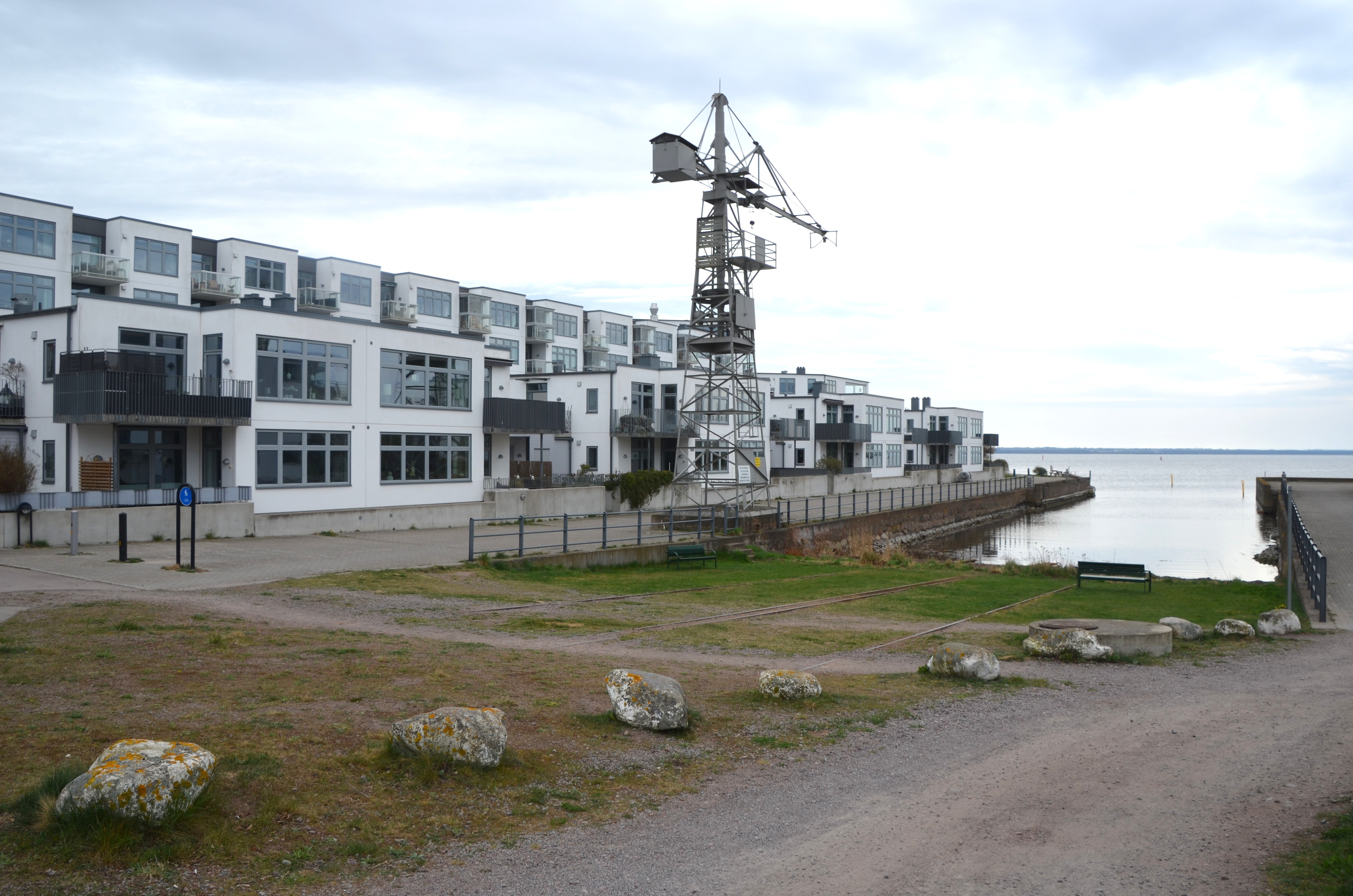
Upphalningsslipen på Kalmar varv, 2025

Kalmar varv var ett varv på Varvsholmen i Kalmar. 

## Historik
Redan under medeltiden bedrevs båtbyggeri på Varvsholmen, eller Stora Knarrö. År 1679 beslutade Karl XI att förlägga en skeppsgård till ön i avvaktan på att det nya örlogsvarvet i Karlskrona skulle stå klart. Efter att varvet i Karlskrona färdigställts, var verksamheten i Kalmar inte särskilt omfattande, men år 1763 kom en uppryckning då 28 kalmarköpmän bildade ett bolag som övertog varvet från staten och började bygga handelsfartyg. Efter några tiotal år minskade verksamheten markant fram till början av 1849, då ett nytt bolag tog över och började bygga ångfartygsskrov. I början av 1860-talet anlades en ny upphalningsslip, men verksamheten stagnerade och bytte ägare flera gånger.
Med Ångbåts AB Kalmarsunds köp av varvet 1923 inleddes en blomstringsperiod. Den nye ägaren inledde en rekonstruktion av varvet och satsade främst på reparationsverksamhet. Under 1930-talets depression lyckades man hålla igång rörelsen och gradvis förbättrades anläggningarna. Under andra världskriget tog man emot stora beställningar på nybyggen, såväl militära som civila projekt.

## Nya ägare
År 1969 övertogs varvet av Kihlinvest i Göteborg. Varvet moderniserades och en ny svetshall och kaj anlades. Under drygt tio år byggdes huvudsakligen fartyg i storlek upp till 3500 ton. År 1980 hamnade varvet i en akut likviditetskris efter att ägarna till Kihlbergsrederierna betalat varvet för de båtar som byggts för rederiets räkning. Efter att regeringen nekat bidrag, gick varvet i konkurs. Det sista fartyget som byggdes av Kalmar Varv var Tärnvind om 6100 ton med nybyggnadsnummer 451. Viss nybyggnadsverksamhet fortsatte med nybyggnadsnummer upp till 453, men detta gällde främst akterdelen till M/S Sagastar som efter konkursen färdigställdes i Göteborg.

## Konkurs
Ett försök till rekonstruktion misslyckades och varvet bjöds ut till auktion. Den enda budgivaren var Kalmar stad genom sitt bolag KIFAB. Kommunen hyrde därefter ut anläggningen till Kalmar Fartygsreparationer AB, bildat av några tidigare anställda, som under 1983 köpte tillbaka Varvsholmen. De sista byggena var en räktrålare 1986 och en tankpråm 1987 åt Kustbevakningen. Samma år avvecklades Kalmar Fartygsreparationer.

## Byggda fartyg i urval
- M/S Odil, vägfärja för Statens vägverk, 1970